# Humberto de Silva Candida
Humberto de Silva Candida ou de Moyenmoutier (em latim: Humbertus Silvae Candida; c. 1015 – 5 de maio de 1061), também aparece como Mourmoutiers ou Marmoutier, foi um prelado francês, um cardeal e um oblato beneditino, doado por seus pais ao mosteiro de Moyenmoutier, na Lorena. Ele foi convidado para ir a Roma em 1049 pelo papa Leão IX, que o fez arcebispo da Sicília (mesmo sendo impedido pelos ítalo-normandos de desembarcar na ilha) e, posteriormente, cardeal-bispo de Silva Candida (1050 d.C.).
Sob Leão, ele se tornou o principal secretário do papa e, numa viagem pela Apúlia em 1053 d.C., ele recebeu de João, bispo de Trani, uma carta de Leão de Ácrida (atual Ohrid), criticando os costumes e as práticas litúrgicas ocidentais. Ele traduziu a carta do grego para o latim e a entregou ao papa, que ordenou que uma resposta fosse composta. Esta troca fez com que Humberto fosse enviado como chefe de uma missão, que tinha também Frederico de Lorena, futuro papa Estêvão IX, e Pedro, arcebispo de Amalfi, a Constantinopla para confrontar o patriarca Miguel I Cerulário. Ele foi cordialmente recebido pelo imperador bizantino Constantino IX Monômaco, mas foi ignorado por Miguel. Eventualmente, em 16 de julho de 1054, apesar de Leão ter morrido e seus atos a partir da morte serem inválidos, ele deixou uma bula de excomunhão no grande altar da Igreja de Santa Sofia durante a celebração da liturgia. Este evento cristalizou oficialmente o gradual cisma que vinha se formando entre o cristianismo oriental e o ocidental e sua data marca o início do Grande Cisma do Oriente.
Nos anos seguintes, Humberto se tornou o responsável pela biblioteca da Cúria Romana a pedido de Estêvão IX, seu antigo companheiro na missão, e ele escreveu o tratado reformador Libri tres adversus Simoniacos ("Três livros contra os simoníacos", de 1057), que ajudou a iniciar o movimento que viria a ser chamado de Reforma Gregoriana. Acredita-se também que ele tenha sido o mentor por trás do decreto eleitoral de 1059, que afirmava que os papas seriam, dali em diante, eleitos pelo Colégio de Cardeais.